# Rudolf Schäffer
Rudolf Schäffer (16. prosince 1917, Teplice – ?) byl československý fotbalista německé národnosti, záložník, reprezentant Československa.

## Sportovní kariéra
Za československou reprezentaci odehrál 3. 4. 1938 přátelské utkání se Švýcarskem, které skončilo prohrou 0-4. Hrál za Teplitzer FK a později za Spartu.